# Martin Gendron (acteur)
Pour les articles homonymes, voir Martin Gendron et Gendron.
 (février 2024).
Si vous disposez d'ouvrages ou d'articles de référence ou si vous connaissez des sites web de qualité traitant du thème abordé ici, merci de compléter l'article en donnant les références utiles à sa vérifiabilité et en les liant à la section « Notes et références ».
Martin Gendron est un acteur québécois de Saint-Hyacinthe né le 17 octobre 1973 et décédé le 12 janvier 2004 à Blainville (Canada) à l'âge de 30 ans.

## Biographie
Un comportement autodestructeur
Le 12 janvier 2004, le corps inerte du comédien Martin Gendron était retrouvé par des amis dans une maison de Blainville, au lendemain d'une beuverie entre copains. Ce père d'un garçon de sept ans jouait le rôle de Fred Francœur dans la série jeunesse Watatatow. Un an plus tard, le rapport du coroner Michel Trudeau lève enfin le voile sur les raisons de ce décès mystérieux : au cours des heures précédant sa mort, Martin Gendron avait "consommé une quantité non négligeable d'alcool, mais également de cocaïne, de THC (marijuana) et de GHB, une drogue très utilisée dans les partys rave". Il note également que le mélange de GHB et d'alcool augmente le risque de dépression du système nerveux central (chute de pression, coma, arrêt respiratoire) et le risque de décès. Le coroner qualifie d'ailleurs le comportement du jeune homme de 30 ans d'autodestructeur.
Habitué aux nuits festives, Martin Gendron, qui venait tout juste de se séparer de la mère de son enfant, affirmait haut et fort vouloir vivre pleinement. Revenant à peine d'un séjour au Costa Rica, le comédien a passé les nuits de samedi et de dimanche (les 10 et 11 janvier) à diverses fêtes, à consommer alcool et drogues. Le dimanche, en début de soirée, il s'est rendu à un souper chez des amis, et ceux-ci ont remarqué qu'il semblait extrêmement fatigué. La veille, il avait fait la fête toute la nuit et s'était rendu dans un bar afterhours pour danser jusqu'en fin d'après-midi. Au souper, il a consommé de l'alcool, puis la bande s'est rendue au bar L'Action, où elle a fait la fête jusqu'aux petites heures du matin, pour ensuite poursuivre la beuverie à la résidence d'un ami, à Blainville. Martin s'est endormi aux environs de 5 h 30.. pour ne jamais se réveiller.

## Filmographie
- 1996 : Virginie (série télévisée) : Stéphane Pouliot
- 2001 : Si la tendance se maintient (série télévisée) : Voleur
- 2001 : Mon meilleur ennemi (série télévisée) : Louis Montour
- 2001 : Watatatow (série télévisée) : Fred Francoeur (2001-2004)
- 1993: Les Amoureuses  (chauffeur)